# G7 (Sénégal)
Pour les articles homonymes, voir G7 et Groupe des sept.
Au Sénégal, le G7, ou Groupe des sept, est une organisation intersyndicale regroupant les sept principaux syndicats d’enseignement du pays, créée le 1er mai 2019. Il regroupe le Saemss, le Cusems, le Sels, le Sels/A, l’Uden, le Snelas/Fc et le Siens.

## Histoire
Le G7 est formé le 1er mai 2019, un mois après la prestation de serment du président de la République Macky Sall pour son second mandat. Il regroupe les syndicats d’enseignants Saemss, Cusems, Sels, Sels/A, Uden, Snelas/Fc, auxquels s’ajoute le syndicat des inspectrices et inspecteurs, le Siens.
Fin janvier 2020, le G7 annonce un premier plan d’action pour protester contre le non-respect des accords signés avec le gouvernement. Un mois plus tard, il annonce son troisième plan d’action et organise une marche nationale à Thiès. Le 27 février, il annonce un quatrième plan d’action, avec le boycott de toutes les évaluations du second semestre ainsi que des grèves générales et des sit-ins,.
Le 17 mars 2020, le G7 offre la somme symbolique d’1 million de francs CFA au gouvernement pour l’aider dans la lutte contre le Covid-19.

## Membres
- Syndicat autonome des enseignants du moyen et secondaire du Sénégal (Saemss)
- Cadre unitaire des enseignants du moyen secondaire (Cusems)
- Syndicat des enseignants libres du Sénégal (Sels)
- Syndicat des enseignants libres du Sénégal/Authentique (Sels/A)
- Union démocratique des enseignants du Sénégal (Uden)
- Syndicat National des Enseignants en Langue arabe du Sénégal (Snelas/Fc)
- Syndicat des inspectrices et inspecteurs de l’éducation nationale (Siens)